# Manuel Curto
Manuel José da Luz Correia Curto (sinh ngày 9 tháng 7 năm 1986) là một cầu thủ bóng đá người Bồ Đào Nha thi đấu cho S.C.U. Torreense ở vị trí tiền vệ.

## Sự nghiệp bóng đá
Sinh ra ở Torres Vedras, Lisbon, Curto trải qua 7 năm ở hệ thống trẻ của S.L. Benfica, nơi anh chơi ở vị trí tiền đạo. Tuy nhiên, những năm sau đó, anh thi đấu ở vị trí phòng ngự hơn.
Sau nhiều mùa ở các giải hạng thấp, Curto gia nhập G.D. Estoril Praia tại giải hạng hai. Ở mùa giải 2010–11 anh ra mắt tại Giải bóng đá vô địch quốc gia Bồ Đào Nha cùng với Associação Naval 1º de Maio, trận đầu tiên của anh diễn ra vào ngày 24 tháng 9 năm 2010 khi anh thi đấu được 10 phút thất bại 1–3 trên sân khách trước S.C. Braga.
Vào ngày 20 tháng 3 năm 2011, Curto ghi 2 bàn từ chấm phạt đền giúp chủ nhà Naval vượt lên từ 0–2 thành tỉ số hòa 2–2 trước S.C. Beira-Mar, nhưng Figueira da Foz vẫn xuống hạng, trở lại hạng hai sau 6 năm. Anh gặp số phận tương tự ở mùa giải 2011–12 với đội bóng tiếp theo, U.D. Leiria.